# Pseudatrichia punctulata
Pseudatrichia punctulata är en tvåvingeart som beskrevs av Hardy 1944. Pseudatrichia punctulata ingår i släktet Pseudatrichia och familjen fönsterflugor. Inga underarter finns listade i Catalogue of Life.